# Produktplakatet
El Produktplakatet fue un reglamento que establecía que los bienes extranjeros importados a Suecia tenían que ser transportados por buques ingleses o buques del país de origen de las mercancías 
La ley fue redactada en 1724 por Arvid Horn y sus mössornas (facción liberal sueca durante la Era de la Libertad) para promover el mercantilismo. Fue parcialmente abolido a través del tratado internacional con el Reino Unido y los Países Bajos en la década de 1820 y finalmente eliminado cuando se promulgó la libertad de comercio en los años 1800.